# Rajd Nikon 2004
Rajd Nikon 2004 – 5. edycja Rajdu Nikon. Był to rajd samochodowy rozgrywany od 16 do 17 lipca 2004 roku. Była to czwarta runda Rajdowych Samochodowych Mistrzostw Polski w roku 2004. Rajd składał się z szesnastu odcinków specjalnych.

## Wyniki końcowe rajdu[1]
| Miejsce | Kierowca          | Pilot              | Samochód                  | Czas      | Strata   | Grupa Klasa |
| ------- | ----------------- | ------------------ | ------------------------- | --------- | -------- | ----------- |
| 1       | Michał Bębenek    | Grzegorz Bębenek   | Mitsubishi Lancer Evo VII | 2:08:57.3 | -        | N4          |
| 2       | Grzegorz Grzyb    | Przemysław Mazur   | Suzuki Ignis S1600        | 2:09:28.7 | +31.4    | A6          |
| 3       | Tomasz Czopik     | Łukasz Wroński     | Mitsubishi Lancer Evo VI  | 2:10:01.6 | +1:04.3  | N4          |
| 4       | Leszek Kuzaj      | Maciej Szczepaniak | Subaru Impreza STi N10    | 2:13:58.8 | +5:01.5  | N4          |
| 5       | Michał Kościuszko | Jarosław Baran     | Opel Corsa S1600          | 2:15:11.6 | +6:14.3  | A6          |
| 6       | Tomasz Kuchar     | Krzysztof Gęborys  | Mitsubishi Lancer Evo VII | 2:17:43.2 | +8:45.9  | N4          |
| 7       | Stefan Karnabal   | Bartłomiej Boba    | Mitsubishi Lancer Evo VI  | 2:19:51.4 | +10:54.1 | N4          |
| 8       | Łukasz Szterleja  | Marek Lisicki      | Peugeot 206 XS            | 2:25:05.6 | +16:08.3 | A6          |
| 9       | Maciej Oleksowicz | Andrzej Obrębowski | Subaru Impreza STi N10    | 2:25:17.1 | +16:19.8 | N4          |
| 10      | Klaus Teichmann   | Ramona Weiss       | Nissan Almera Kit Car     | 2:25:47.1 | +16:49.8 | A7          |